# Estridentisme
L'estridentisme és un moviment artístic mexicà d'avantguarda interdisciplinari compost de poetes, escriptors, músics i pintors que va ser fundat a Mèxic pel poeta Manuel Maples Arce el 31 de desembre de 1921 a Jalapa, amb el manifest Actual nº1 per part del poeta Manuel Maples Arce. L'estridentisme - estridentismo en castellà - només va tenir uns dotze anys de durada.
A aquest moviment artístic s'hi van afegir Arqueles Vela, Germán List Arzubide, Salvador Gallardo, Germán Cueto, Fernando Leal, Fermín Revueltas, Ramón Alva de la Canal, Luis Quintanilla i Leopoldo Méndez, que van constituir el grup estridentista pròpiament dit.
A més, un grup d'altres artistes van estar lligats en diverses circumstàncies al moviment i poden ser considerats, en diversos graus, estridentistes: Jean Charlot, Tina Modotti, Gastón Dinner, Armando Zegrí, Humberto Rivas Panedas, Luis Ordaz Rocha, Xavier Icaza, Diego Rivera, Silvestre i Fermín Revueltas.
L'any 1925, els principals estridentistes s'establiren a Xalapa (que en les seves obres l'anomenarien Estridentópolis) on van realitzar un colossal treball editorial, cultural i educatiu, col·laborant amb la fundació de la Universitat de Veracruz sota els auspicis del governador de l'Estat de Veracruz Heriberto Jara, fins que va ser destituït pel govern federal pel fet d'haver defensat els obrers de les companyies petolíferes dels Estats Units i el Regne Unit. Sense aquest protector, el grup estridentistaes va dissoldre el 1927.
Els estridentistes es van apropiar les expressions de la cultura popular de Mèxic en la dècada de 1920 i van assimilar les influències de les avantguardes com el futurisme, el cubisme i el dadaïsme. El seu eclectisme va permetre una simbiosi original entre totes les tendències d'avantguarda i a més desenvolupar una dimensió social derivada de la Revolució mexicana.
Els pintors d'aquest moviment - Fermin Revueltas, Leopoldo Mendez, Ramon Alval de La Canal… -, reclamen com els futuristes italians, rapidesa, colors llampants, cosmopolitisme i maquinisme.